# Kleiner Mottenspinner
Der Kleine Mottenspinner (Heterogynis penella) ist ein Schmetterling aus der Familie der Federwidderchen (Heterogynidae).

## Merkmale
Die Falter erreichen eine Flügelspannweite von 24 bis 27 Millimetern. Das Männchen ist komplett braunschwarz gefärbt. Ihre Flügel haben am Außenrand einen Saum mit Fransen, ihre Fühler sind stark gekämmt. Sie haben große Ähnlichkeit mit Widderchen (Zygaenidae). Die Weibchen haben für Schmetterlinge ein sehr untypisches Aussehen. Sie werden ca. 10 bis 15 Millimeter lang, haben keine Flügel und Fühler und nur sehr kleine Stummelbeine. Sie sehen Maden, bzw. ihren Raupen ähnlich und können sich nur kriechend fortbewegen. Ihr Körper ist gelb gefärbt und hat mehrere schwarze Längsbinden, die gelb durchsetzt sind. Ihr Kopf ist braun.
Die Raupen erreichen eine Körperlänge von 10 Millimetern (Männchen) bzw. 15 bis 20 Millimetern (Weibchen) und sind ähnlich wie das ausgewachsene Weibchen gefärbt: Sie sind gelb und haben mehrere schwarze Längsbinden, die gelb durchsetzt sind. Sie haben vereinzelt angeordnete gelbe Haare, die stark gekrümmt sind.

## Vorkommen
Die Tiere kommen vor allem im Mittelmeergebiet und in den Südalpen häufig vor, In Mitteleuropa sind sie nur mehr aus dem Elsass bekannt, in Deutschland sind sie verschollen. Sie leben auf sehr warmen und trockenen Wiesen, mit steppenartiger Vegetation.

## Lebensweise

### Flug- und Raupenzeiten
Die Tiere fliegen bzw. leben im Juni in einer Generation pro Jahr.

### Nahrung der Raupen
Die Raupen ernähren sich besonders von Behaartem Ginster (Genista pilosa), vermutlich aber auch von anderen Schmetterlingsblütlern, da sie sich in der Aufzucht auch mit Gewöhnlichem Hornklee (Lotus corniculatus) füttern lassen.

## Entwicklung
Das Verhalten und die Entwicklung der beiden Geschlechter ist stark unterschiedlich. Die männlichen Raupen, die nur etwa halb so groß wie die Weibchen werden, spinnen schon früh einen weißlichen Kokon. Die darin enthaltene Puppe ist schwarz und hat deutlich erkennbare Fühler- und Flügelscheiden. Die Puppen der Weibchen hingegen sind vorne gelb mit grauen Streifen und hinten hellbraun. Sie haben keine Körperanhänge und sind tonnenförmig. Man erkennt ihre Kokons schon von Weitem hoch oben auf der Vegetation. Nach ca. zwei Wochen schlüpfen die männlichen Falter, dies geschieht aber gleichzeitig mit den Weibchen, da diese nur fünf Tage für ihre Entwicklung benötigen. Dies deshalb, da sich ihre Gestalt nicht sonderlich stark verändert.
Das Weibchen schlüpft aus seinem Kokon und hakt sich mit den Stummelfüßen auf der Außenseite des Kokons fest. Je nachdem, ob die Austrittsöffnung am Gespinst oben oder unten war, zeigt das Tier nun mit dem Kopf in die entsprechende Richtung. In dieser Position sendet es Lockstoffe aus, um Männchen anzulocken. Misslingt dies, kriecht es am Nachmittag wieder zurück in den Kokon, um am nächsten Tag erneut zu werben. Dies wiederholt sich einige Male, findet sich dann aber kein Männchen legt das Weibchen unbefruchtete Eier in den Kokon hinein und stirbt. Die Eier können sich nicht entwickeln, bei anderen Federwidderchen ist dies aber möglich. Ist das Weibchen aber erfolgreich, findet die Paarung für die Dauer von etwa fünf Minuten auf der Außenseite des Kokons statt. Danach kriecht das Weibchen nicht nur in den Kokon, sondern auch in die Puppenhülle zurück und legt ihre Eier ab. Sowohl das Männchen als auch das Weibchen sterben kurz nach diesen Vorgängen.
Die aus den Eiern schlüpfenden Raupen fressen als erstes die Überreste der Mutter auf, danach klettern sie auf ihre Futterpflanzen und fressen deren Blätter. Sie entwickeln sich nicht sehr weit im ersten Jahr und bereiten sich schon früh auf eine Überwinterung vor. Dazu spinnen sie sich linsenförmige Kokons zwischen Gräsern. Die Raupen reagieren ähnlich, wie die der Widderchen bei Berührung mit der Aussonderung einer farblosen Flüssigkeit, die sie nach einiger Zeit wieder aufnehmen können. Man geht davon aus, dass diese Flüssigkeit ebenso wie bei den Widderchen Blausäure enthält und sehr giftig ist.

## Gefährdung und Schutz
- Rote Liste BRD: 0 (verschollen oder ausgestorben)[1]